# سوخوي سو-15
سوخوي سو-15 (بالإنجليزية: Sukhoi Su-15)‏ هي طائرة اعتراضية أُنتجت ابتداءً من 1965. من صناعة سوخوي. كان أول طيران لها في 30 مايو 1962. انتهت خدمتها في 1996. صنع منها 1,290 طائرة.

## المستخدمون
- قوات الدفاع الجوي السوفيتية
- القوات الجوية الروسية
- القوة الجوية الأوكرانية